# 奧利吉夫卡 (博羅瓦區)
49°14′38″N 37°51′0″E / 49.24389°N 37.85000°E
奧利希夫卡（烏克蘭語：Ольгівка）是位於烏克蘭東部的村莊，由哈爾科夫州伊久姆區的博罗瓦市镇負責管轄。該村始建於1685年，面積0.83平方公里，海拔高度173米，2001年人口62，人口密度每平方公里75.1人。